# 비탈리 집합
수학에서 비탈리 집합(영어: Vitali set)은 르베그 가측 집합이 아닌 집합의 예이다.

## 정의
비탈리 집합 {\displaystyle V\subset [0,1]}은 다음 성질을 만족시키는 집합이다.
- 임의의 실수 {\displaystyle r\in \mathbb {R} }에 대하여, {\displaystyle \left|(\mathbb {Q} +r)\cap V\right|=1}이다.

비탈리 집합의 존재는 선택 공리를 사용하여 다음과 같이 보일 수 있다. 유리수의 덧셈군 {\displaystyle \mathbb {Q} \triangleleft \mathbb {R} }은 실수의 덧셈군의 정규 부분군이므로, 몫군 {\displaystyle \mathbb {R} /\mathbb {Q} }이 존재한다. 이 몫군의 각 원소에서, 단위 구간 {\displaystyle [0,1]}에 속하는 대표원을 고른다. 그렇다면 이 대표원들의 집합은 비탈리 집합이다.

## 성질
비탈리 집합의 크기는 {\displaystyle 2^{\aleph _{0}}}이다. 비탈리 집합은 또한 다음 성질들을 만족시킨다.
- 르베그 가측 집합이 아니다.
  - 비탈리 집합 {\displaystyle V}에 대하여, {\displaystyle [0,1]\subseteq \bigsqcup _{q\in [-1,1]\cap \mathbb {Q} }(V+q)\subseteq [-1,2]}이다. 만약 비탈리 집합이 가측 집합이라면 {\displaystyle 1=\mu ([0,1])\leq \infty \cdot \mu (V)\leq \mu ([-1,2])=3}이어야 하는데, 이는 불가능하다.
- 준열린집합이 아니다.
- 조밀한 곳이 없는 집합이 아니다.
  - {\displaystyle \mathbb {R} =\bigcup _{q\in \mathbb {Q} }(V+q)}이므로, 제3 베르 범주 정리에 따라 {\displaystyle V}는 조밀한 곳이 없는 집합이 아니다.
- 제1 범주 집합이 아니다.

## 역사
이탈리아의 수학자 주세페 비탈리가 정의하였다.

## 참고 문헌
1. ↑  Vitali, Giuseppe (1905). 《Sul problema della misura dei gruppi di punti di una retta》 (이탈리아어). 볼로냐: Tipografia Gamberini e Parmeggiani. JFM 36.0586.03.

## 같이 보기
- 르베그 측도
- 바나흐-타르스키 역설